# Polyommatus thetis
Polyommatus thetis är en fjärilsart som beskrevs av Eugen Johann Christoph Esper 1778. Polyommatus thetis ingår i släktet Polyommatus och familjen juvelvingar. Inga underarter finns listade i Catalogue of Life.